# Mohamed Cherkaoui (homme politique)
Pour les articles homonymes, voir Mohamed Cherkaoui (sociologue), Mohamed Cherkaoui et Cherkaoui.
Mohamed Cherkaoui, né le 5 mars 1921 à Bejaâd et mort le 31 décembre 2022 à Rabat, est un homme politique et nationaliste marocain.
Il a été plusieurs fois ministre dans plusieurs gouvernements marocains, il a aussi occupé le poste d'ambassadeur du Maroc en France de 1961 à 1964 et a également été l'un des signataires du Manifeste de l'indépendance de 1944. Il est aussi marié à la princesse Lalla Malika, sœur du roi Hassan II.

## Biographie
Après ses études secondaires à Casablanca, Mohamed Cherkaoui obtient sa licence en droit de l'université de Bordeaux en France. Il a également obtenu le diplôme des Hautes Études de Rabat en histoire et géographie. Entre 1943 et 1944, il est directeur du journal La Voix nationale.
C'est un grand nationaliste marocain qui faisait partie du Parti démocratique de l'indépendance créé par Mohamed Hassan El Ouazzani en 1946, il a aussi été l'un des signataires du Manifeste de l'indépendance en 1944,,.
Le 7 décembre 1955, après la formation du tout premier gouvernement marocain de l'histoire sous le nom de gouvernement Bekkaï I, il est nommé ministre d’État et est également chargé avec Abderrahim Bouabid, Driss M’hammedi et Ahmed Réda Guédira des négociations avec les gouvernements français et espagnols pour l'indépendance du Maroc,. Il gardera ce poste jusqu'au 26 octobre 1956, date de la création d'un nouveau gouvernement toujours sous la direction de Mbarek Bekkai,.
Il est nommé à partir du 27 mai 1960 comme ministre des PTT dans le cabinet de Mohamed V jusqu'au 16 mai 1961 lorsque le roi Mohammed V meurt. Son fils Hassan II, qui était vice-président du conseil Mohammed V reconduira dans le même poste Cherkaoui lorsqu'un nouveau cabinet dirigé par Hassan II est créé pour succéder au gouvernement précédant le 26 mai 1961 soit dix jours après la mort du roi Mohammed V. Ce gouvernement ne durera qu'une semaine et sera le plus court des gouvernements marocains de l'histoire.
Le 2 juin 1961, il devient l'ambassadeur du Maroc en France, poste qu'il gardera jusqu'au 1er décembre 1964 lorsque Moulay Ali Alaoui, appartenant à la famille royale alaouite lui succède,.
Il devient le 20 août 1964 après un remaniement, ministre des Affaires économiques et des Finances  sous le gouvernement Bahnini dirigé par Ahmed Bahnini jusqu'au 3 novembre 1965 après la création du quatrième cabinet du roi Hassan II le 8 juin 1965. Dans ce cabinet, Hassan II nommera Mohamed Cherkaoui comme ministre du Développement jusqu’à sa dissolution le 11 novembre 1967,.

## Mariage
Il se marie à Dar al-Makhzen à Rabat le 16 août 1961, à Malika.du Maroc (dans une triple cérémonie avec les princesses Aïcha et Fatima).
Le couple a quatre enfants :
- Chérif Moulay Sulaiman Cherkaoui. Le 21 mars 2002 il épouse à Rabat à Dar al-Makhzen, Lalla Hind Hrida ;
- Chérif Moulay Omar Cherkaoui. Ancien officier, aujourd'hui conseiller du roi Mohammed VI ;
- Chérif Moulay Mehdi Cherkaoui ;
- Chérifa Lalla Rabia Cherkaoui.

## Décès
Il meurt le 31 décembre 2022 à Rabat, à l'âge de 101 ans.